# Towers Opole
I Towers Opole sono una squadra di football americano di Opole, in Polonia. Sono nati nel 2017 in seguito alla fusione degli Wolverines Opole (fondati nel 2011) con gli Wizards Opole (fondati nel 2015); giocano in PFL9.

## Dettaglio stagioni

### Tornei nazionali

#### Campionato

##### LFA1
Questi tornei - pur essendo del massimo livello della loro federazione - non sono considerati ufficiali in quanto organizzati da una federazione "rivale" rispetto a quella ufficialmente riconosciuta dagli organismi nazionali e internazionali.
| Stagione | regular season | regular season | regular season | regular season | regular season | regular season | playoff | playoff | playoff | playoff | playoff | playoff   | playoff         |
|          | Vin            | Par            | Per            | Tot            | PF             | PS             | Vin     | Per     | Tot     | PF      | PS      | risultato | avversaria      |
| -------- | -------------- | -------------- | -------------- | -------------- | -------------- | -------------- | ------- | ------- | ------- | ------- | ------- | --------- | --------------- |
| 2019     | 5              | 0              | 3              | 8              | 198            | 226            | 0       | 1       | 1       | 0       | 53      | Wild Card | Seahawks Gdynia |
| Totale   | 5              | 0              | 3              | 8              | 198            | 226            | 0       | 1       | 1       | 0       | 53      |           |                 |

Fonti: Enciclopedia del Football - A cura di Roberto Mezzetti

##### LFA2
Questi tornei non sono considerati ufficiali in quanto organizzati da una federazione "rivale" rispetto a quella ufficialmente riconosciuta dagli organismi nazionali e internazionali.
| Stagione | regular season | regular season | regular season | regular season | regular season | regular season | playoff | playoff | playoff | playoff | playoff | playoff   | playoff             |
|          | Vin            | Par            | Per            | Tot            | PF             | PS             | Vin     | Per     | Tot     | PF      | PS      | risultato | avversaria          |
| -------- | -------------- | -------------- | -------------- | -------------- | -------------- | -------------- | ------- | ------- | ------- | ------- | ------- | --------- | ------------------- |
| 2018     | 4              | 0              | 2              | 6              | 214            | 166            | 2       | 0       | 2       | 84      | 48      | Campioni  | Wataha Zielona Góra |
| Totale   | 4              | 0              | 2              | 6              | 214            | 166            | 2       | 0       | 2       | 84      | 48      |           |                     |

Fonti: Enciclopedia del Football - A cura di Roberto Mezzetti

##### PLFA II (terzo livello)
| Stagione | regular season | regular season | regular season | regular season | regular season | regular season | playoff | playoff | playoff | playoff | playoff | playoff                       | playoff        |
|          | Vin            | Par            | Per            | Tot            | PF             | PS             | Vin     | Per     | Tot     | PF      | PS      | risultato                     | avversaria     |
| -------- | -------------- | -------------- | -------------- | -------------- | -------------- | -------------- | ------- | ------- | ------- | ------- | ------- | ----------------------------- | -------------- |
| 2014     | 3              | 0              | 3              | 6              | 145            | 122            | -       | -       | -       | -       | -       | -                             | -              |
| 2015     | 2              | 0              | 4              | 6              | 87             | 185            | -       | -       | -       | -       | -       | -                             | -              |
| 2016     | 6              | 0              | 0              | 6              | 279            | 74             | 0       | 2       | 2       | 35      | 51      | Quarti di finale/Non promossi | Seahawks Sopot |
| 2017     | 0              | 0              | 6              | 6              | 64             | 261            | -       | -       | -       | -       | -       | -                             | -              |
| Totale   | 11             | 0              | 13             | 24             | 575            | 642            | 0       | 2       | 2       | 35      | 51      |                               |                |

Fonti: Enciclopedia del Football - A cura di Roberto Mezzetti

##### LFA9/PFL9
| Stagione | regular season | regular season | regular season | regular season | regular season | regular season | playoff | playoff | playoff | playoff | playoff | playoff   | playoff    |
|          | Vin            | Par            | Per            | Tot            | PF             | PS             | Vin     | Per     | Tot     | PF      | PS      | risultato | avversaria |
| -------- | -------------- | -------------- | -------------- | -------------- | -------------- | -------------- | ------- | ------- | ------- | ------- | ------- | --------- | ---------- |
| 2020     | 3              | 0              | 3              | 6              | 140            | 89             | -       | -       | -       | -       | -       | -         | -          |
| 2021     | 1              | 0              | 3              | 4              | 96             | 131            | -       | -       | -       | -       | -       | -         | -          |
| Totale   | 4              | 0              | 6              | 10             | 236            | 220            | -       | -       | -       | -       | -       |           |            |

Fonti: Enciclopedia del Football - A cura di Roberto Mezzetti

##### PLFA8
| Stagione | regular season | regular season | regular season | regular season | regular season | regular season | playoff | playoff | playoff | playoff | playoff | playoff                     | playoff         |
|          | Vin            | Par            | Per            | Tot            | PF             | PS             | Vin     | Per     | Tot     | PF      | PS      | risultato                   | avversaria      |
| -------- | -------------- | -------------- | -------------- | -------------- | -------------- | -------------- | ------- | ------- | ------- | ------- | ------- | --------------------------- | --------------- |
| 2013     | 1              | 1              | 2              | 4              | 76             | 89             | -       | -       | -       | -       | -       | -                           | -               |
| 2016     | 3              | 0              | 1              | 4              | 58             | 50             | 0       | 1       | 1       | 6       | 40      | Torneo dei quarti di finale | Mustangs Płock  |
| 2017     | 1              | 0              | 2              | 3              | 24             | 40             | 0       | 1       | 1       | 0       | 9       | Torneo dei quarti di finale | Warsaw Sharks B |
| Totale   | 5              | 1              | 5              | 11             | 158            | 179            | 0       | 2       | 2       | 6       | 49      |                             |                 |

Fonti: Enciclopedia del Football - A cura di Roberto Mezzetti

#### Campionati giovanili

##### PLFA J-11
| Stagione | regular season | regular season | regular season | regular season | regular season | regular season | playoff | playoff | playoff | playoff | playoff | playoff   | playoff    |
|          | Vin            | Par            | Per            | Tot            | PF             | PS             | Vin     | Per     | Tot     | PF      | PS      | risultato | avversaria |
| -------- | -------------- | -------------- | -------------- | -------------- | -------------- | -------------- | ------- | ------- | ------- | ------- | ------- | --------- | ---------- |
| 2016     | 0              | 0              | 3              | 3              | 6              | 125            | -       | -       | -       | -       | -       | -         | -          |
| 2017     | 0              | 0              | 4              | 4              | 14             | 161            | -       | -       | -       | -       | -       | -         | -          |
| Totale   | 0              | 0              | 7              | 7              | 20             | 286            | -       | -       | -       | -       | -       |           |            |

Fonti: Enciclopedia del Football - A cura di Roberto Mezzetti

### Riepilogo fasi finali disputate
| Anno            | Luogo    | Evento  | Fase del torneo                            | Incontro                           | Risultato |
| 29 ottobre 2016 | Sopot    | PLFA II | Spareggio promozione                       | Seahawks Sopot - Wolverines Opole  | 32 - 28   |
| 7 ottobre 2017  | Bielawa  | PLFA8   | Semifinale del torneo dei quarti di finale | Warsaw Sharks B - Wizards Opole    | 9 - 0     |
| 4 agosto 2018   | Varsavia | LFA2    | Finale                                     | Wataha Zielona Góra - Towers Opole | 20 - 43   |
| 8 giugno 2019   | Sopot    | LFA1    | Wild Card                                  | Seahawks Gdynia - Towers Opole     | 53 - 0    |

## Palmarès
- 1 LFA2 (2018)